# Tre Media Musikverlage

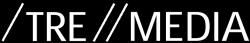
Logo

Der Tre Media Musikverlag war ein deutscher Musikverlag. Der Verlag wurde 1994 von Friederike Zimmermann in Karlsruhe gegründet. 2010 wurde er durch den Bühnen- und Musikverlag G. Ricordi & Co. München übernommen. Ricordi sagte einen Weiterbestand des Katalogs zu. Seit Mitte 2014 wird er vom Schweizer Musikverlag Musica Mundana verantwortet.
Bei Tre Media wurden Komponisten aus sechzehn Ländern verlegt. Einen Schwerpunkt hatte der Verlag bei (zeitgenössischen) Schweizer Komponisten, zu denen u. a. Gerald Bennett, Jean-Luc Darbellay, Franz Furrer-Münch, Rudolf Kelterborn, Dennis Kuhn, Mela Meierhans, Albert Moeschinger, Christoph Neidhöfer, Michel Roth, Madeleine Ruggli, Robert Suter, Balz Trümpy, Jacques Wildberger, Hans Wüthrich, Jürg Wyttenbach und Gérard Zinsstag gehören. Weiterhin waren u. a. Firəngiz Əlizadə, Thomas Gerwin, Werner Heider, Paul Hertel, Klaus K. Hübler, Ladislav Kupkovič, Mesías Maiguashca, Yori-Aki Matsudaira, Andrés Maupoint, Stephen Montague, Klaus Schweizer, Makoto Shinohara, Ernstalbrecht Stiebler, Caroline Wilkins und Gyu-Bong Yi im Programm.
Für das besondere Engagement für Tonschöpfer aus der Schweiz erhielt der Verlag 2001 den Anerkennungspreis der SUISA-Stiftung für Musik.